# Gynaecoserica perdita
Gynaecoserica perdita är en skalbaggsart som beskrevs av Ahrens 2004. Gynaecoserica perdita ingår i släktet Gynaecoserica och familjen Melolonthidae. Inga underarter finns listade i Catalogue of Life.